# John Trumbull
John Trumbull, född 6 juni 1756 i Lebanon, Connecticut, död 10 november 1843 i New York, var en amerikansk målare, känd för sina historiska målningar under amerikanska revolutionen. Hans mest kända målning är Declaration of Independence, som finns avbildad på 2-dollarssedeln.